# Roseanne (serie de televisión)
Roseanne es una serie de televisión estadounidense protagonizada por Roseanne Barr y producida por la ABC, que se emitió originalmente de 1988 a 1997. La serie trata de las vicisitudes de los Conner, una familia de clase trabajadora, lo que la diferenciaba de las series estadounidenses de la época que solían retratar la vida de los ricos. La serie obtuvo gran éxito desde el principio y alcanzó el número uno de cuota de pantalla en su segunda temporada, siendo la serie de mayor audiencia de Estados Unidos de 1989 y 1990, y permaneció entre los cuatro primeros puestos durante seis de sus nueve temporadas, y entre las veinte primeras en ocho de ellas.
La serie finalizó el 20 de mayo de 1997, pero en mayo de 2017 la ABC anunció la producción de una nueva temporada. La serie se continuó veinte años después con una temporada décima de nueve episodios, que empezó a emitirse el 27 de marzo de 2018. Tras el éxito de la nueva temporada se decidió continuar con una undécima temporada. Pero, finalmente, la serie fue cancelada tras la publicación de un tuit racista por parte de Roseanne Barr en contra de Valerie Jarrett, exasesora presidencial de Barack Obama.
Finalmente, el 22 de junio de 2018, la cadena ABC dio luz verde a The Conners, un spin-off de la serie que mantendrá intacto el reparto original a excepción de la protagonista, que no estará involucrada en ningún aspecto.

## Formato de la serie
La serie se centra en la vida de la familia Conner, una familia de clase baja trabajadora estadounidense, que vive en la ficticia ciudad de Lanford, Illinois, con serias dificultades para llegar a fin de mes con los escasos sueldos de ambos progenitores, Roseanne y Dan. El hecho de representar en una serie por primera vez en Estados Unidos a una familia de clase baja en la que ambos padres trabajaban fuera de casa hizo que destacara entre público y crítica. La serie plasmaba con realismo muchos problemas sociales que no se habían mostrado en las comedias familiares anteriores, tocando temas tabú hasta entonces en otras series de máxima audiencia, ya que trataba y bromeaba sobre la pobreza, el alcoholismo, el consumo de drogas, el sexo, la menstruación, los anticonceptivos, el embarazo de los adolescentes, la masturbación, la obesidad, el aborto, los problemas raciales, las clases sociales, la violencia doméstica o la homosexualidad. El programa también destacaba por mostrar ideas feministas como una casa manejada por una mujer, una mujer con sobrepeso que no se preocupaba por su apariencia, relaciones entre personajes femeninos que cooperaban más que competir y mujeres expresándose abiertamente sin consecuencias negativas.
Las escenas en lugares abiertos se rodaron en Evansville (Indiana), el pueblo natal del creador y productor ejecutivo Matt Williams.
Además del matrimonio, sus dos hijas adolescentes y su hijo pequeño eran personajes habituales otros familiares, amigos y también novios de las hijas. Los hermanos de Barr en la vida real eran homosexuales lo que la inspiró para la introducción de personajes homosexuales en la serie y que convirtiera al final de la serie al personaje de Jackie, la hermana de Roseanne, en lesbiana, lo que ocasionó fricciones con el productor ejecutivo Matt Williams.

## Argumento original

### Temporada 1
Roseanne (Roseanne Barr) es una trabajadora de la línea de montaje de la fábrica Wellman Plastics, junto con su hermana Jackie (Laurie Metcalf) y su amiga Crystal (Natalie West). Jackie mantiene una relación esporádica con Booker (George Clooney), el capataz de Wellman. Dan (John Goodman), el marido de Roseanne, encuentra trabajos esporádicos en la construcción y mantiene una tensa relación con su irresponsable y mujeriego padre (Ned Beatty). Por su parte los padres de Roseanne, Beverly (Estelle Parsons) y Al (John Randolph), están considerando trasladarse a Lanford cerca de su hija, pero finalmente lo descartan.
La pareja protagonista tiene tres hijos, dos hijas y un niño. La poco femenina Darlene (Sara Gilbert) se enfrenta a la pubertad y su primer periodo, mientras que su hermana Becky (Lecy Goranson) empieza a tener citas con chicos, con sus correspondientes problemas. Tiene su primer novio, Chip (Jared Rushton), que aparece en el episodio Lover's Lane. El hijo pequeño, DJ, es interpretado por Sal Barone en el episodio piloto, y por Michael Fishman en el resto de la serie. 
En la primera temporada los Conners además sufren las consecuencias de un tornado, aunque sobreviven a él. En el episodio Death and Stuff un vendedor a domicilio muere en la cocina de los Conners, y al final de la temporada, Roseanne se enfrenta al nuevo capataz (Fred Thompson), cuando lidera a Jackie, Crystal y otras compañeras para que dejen Wellman Plastics.
Hay una broma interna en esta temporada consistente en usar la palabra «corn» (maíz) en todos los episodios.
Entre las apariciones estelares notables de la temporada se incluyen: Bill Sadler como Dwight, un amigo de Dan, Robert Harper como padre de Chip, Andrea Walters como la madre de Chip, y Tony Crane como «El bandido de la lengua» otro novio de Becky. Bill Pentland, el primer marido de Roseanne Barr hace un cameo como uno de los amigos de Dan, en el episodio Saturday.

### Temporada 2
Ahora que han dejado Wellman Plastics, Roseanne y Jackie deben encontrar nuevos empleos. Jackie decide hacerse policía. Roseanne alterna diversos trabajos como teleoperadora, secretaria del jefe de Dan, camarera de un bar, cajera de un restaurante de comida rápida y finalmente limpiadora en un salón de belleza. En casa, se presenta al compañero de póker de Dan, Arnie (Tom Arnold), con un beso apasionado a Roseanne en su debut. 
Los Conners celebran un extravagante Halloween que se convierte en un evento anual característico de la serie. Roseanne quiere 10 minutos para sí misma en el baño, lo que se convierte en un sueño estrambótico en el que todo el reparto canta parodias de temas de comedias musicales. Más tarde, en la cena de Acción de gracias, Dan se percata del romance que está surgiendo entre su padre y Crystal. Jackie se lo toma en serio con su nuevo novio, Gary (Brian Kerwin). Becky empieza repetidamente a desafiar la autoridad de sus padres, Roseanne y Dan, llegando tarde o abriendo el mueble de los licores con su amiga Dana, para emborracharse cuando sus padres pasan un día fuera de la ciudad. La reaparición del viejo amigo motorista, Ziggy (Jay O. Sanders), les recuerda a Roseanne y Dan su propia etapa de rebeldía. Darlene demuestra por primera vez su talento para escribir cuando gana un premio por su poesía. El propio talento para la escritura de Roseanne recibe un impulso cuando su familia arregla una habitación en el sótano que le sirva de estudio de escritor. Durante esta temporada se escuchan los pensamientos de Roseanne en voz alta por primera vez.
Entre las apariciones estelares de la temporada destacan: Stephen Dorff como Jimmy el novio de Becky, Jenny Lewis como Diane la amiga de Becky, Stephen Root como el abogado de Roseanne, Peter, y Bert Parks como el juez. Ann Wedgeworth interpreta a la madre de Dan Conner en el episodio de Acción de gracias.

### Temporada 3
Al inicio de la temporada las mujeres Conner se enfrentan al tema del embarazo: Roseanne se hace un test de embarazo que resulta negativo. Roseanne empieza un nuevo empleo como camarera del restaurante de los grandes almacenes Rodbell, donde conoce a Leon (Martin Mull) y Bonnie (Bonnie Sheridan). Jackie resulta herida en su trabajo, lo que terminará provocando la ruptura con su novio Gary. Becky empieza a salir con Mark Healy (Glenn Quinn); y cuando sus padres le prohíben verlo, se va a vivir temporalmente con su tía Jackie. Por su parte, Dan se queda anonadado al enterarse de los planes de matrimonio de Ed y Crystal. Además Crystal que queda embarazada de Ed.
Roseanne se enfrenta a su presumida nueva vecina Kathy (Meagen Fay). La abuela de Roseanne, Nana Mary (Shelley Winters), hace su primera aparición en una barbacoa familiar. Al final de la temporada Ziggy reaparece, y propone a Dan y Roseanne abrir un negocio de reparación de motocicletas. Cuando están en el proceso de levantar el negocio Ziggy decide dejarlo porque no quiere ser responsable de fracaso del negocio. Sin embargo le deja el dinero suficiente para que Dan lo abra solo. No se vuelve a saber de él.
Entre las apariciones estelares de la temporada se incluye a: Dann Florek como el director Hiller, Leonardo DiCaprio como un compañero de clase de Darlene, Brad Garrett como Doug, Judy Gold como Amy, Alyson Hannigan como el amigo de Becky Jan, y Tobey Maguire como Jeff.

### Temporada 4
Los títulos de crédito iniciales de la temporada 4 cambian respecto a las anteriores en que ahora la protagonista aparece como "Roseanne Arnold" en lugar de "Roseanne Barr".
La temporada empieza con Becky sorprendiendo a Roseanne al pedirle píldoras anticonceptivas. Dan y Roseanne empiezan su nuevo negocio de reparación de motocicletas, Lanford Custom Cycle, mientras Roseanne continúa trabajando en los grandes almacenes Rodbell. Darlene conoce a David Healy (Johnny Galecki), el hermano de Mark (en su primera aparición, el personaje era conocido como Kevin). Tras un breve periodo como dependiente de una perfumería, Jackie decide hacerse camionera. Aparece Nancy (Sandra Bernhard) como la prometida de Arnie. Tras una noche de borrachera, Jackie se despierta habiéndose acostado con el recién prometido Arnie. Darlene experimenta un cambio de personalidad que le conduce a hacerse huraña y gótica. Booker se hace una sorprendente aparición en la fiesta de Halloween. La vecina de Roseanne regresa a Chicago. Roseanne se hace una cirugía de reducción de pechos. Crystal da a luz al nuevo medio hermano de Dan, "Little Ed". Roseanne y Dan acompañan a Arnie y Nancy a su boda en Las Vegas. Al final de la temporada el negocio de reparación de motos fracasa, y cierra el restaurante de los almacenes Rodbell, dejando a la familia en una precaria situación económica. Nancy se queda sola después de que Arnie sea «abducido por extraterrestres».
Entre las apariciones estelares de la temporada se encuentran Bob Hope como él mismo, Jena Malone como una niña pequeña en el regazo de Papá Noel, Wayne Newton como él mismo, David Crosby como Duke, Bonnie Sheridan como la compañera de trabajo de Roseanne, Bonnie, Neil Patrick Harris como el Dr. Doogie Howser y Rick Dees como Ken.

### Temporada 5
Tras el cierre del negocio de motocicletas, Mark decide trasladarse a Minnesota. Becky decide irse con él y se fugan para casarse. Jackie y Roseanne reciben cada una un cheque de 10.000$ de su madre después de que se divorcie de su padre. Entonces deciden, junto con Nancy, abrir una cafetería pero solo consiguen todo el dinero que necesitan cuando Bev accede a hacerse socia. Nancy sale del armario y se confiesa lesbiana. Los Tildens, un padre solo y sus dos hijas de la edad de Becky y Darlene (Wings Hauser, Mara Hobel, Danielle Harris), se mudan a la puerta de al lado. Jackie sale con Fisher (Matt Roth), un hombre mucho más joven. Cuando Roseanne descubre que es un maltratador, Dan se enfrenta a él y le da una paliza (aunque no se ve en pantalla), y es arrestado. El padre de Roseanne y Jackie fallece, y Roseanne se encuentra con la amante secreta duradera de su padre, descubriendo que su padre culpaba a sus hijas de sus abusos de que les hacía objeto. El primo rico y separado de Roseanne (Joan Collins) les visita, y persuade a Darlene para que se presente al examen GED y que solicite el ingreso en la escuela de arte. David también lo solicita. Darlene pregunta a sus padres si David puede venir a vivir a casa, porque su madre se traslada fuera y quieren seguir juntos. Roseanne y Dan inicialmente reusan, pero cuando Roseanne ve a la madre de David maltratarlo verbalmente decide dejarle quedarse, al recordarle su propia infancia siendo maltratada por su padre. Roger (Tim Curry) le ofrece a Dan participar en la reforma y venta de una pequeña casa, pero se va antes de terminar el negocio. Jackie decide comprar la casa, lo que salva a Dan de la ruina. David recibe una carta con el rechazo de la escuela de arte, mientras que Darlene consigue ser admitida. Al final de la temporada Roseanne teme que Darlene se escape para ir a la escuela, aunque Darlene ya ha decidido no ir. Al darse cuenta de su error, Roseanne convence a Darlene de no abandonar su meta solo por quedarse con David.
Entre las apariciones estelares de la temporada se incluyen: Wings Hauser como Ty Tilden, Danielle Harris como Molly Tilden, Mara Hobel como Charlotte Tilden, Loretta Lynn como ella misma, Morgan Fairchild como Marla la amiga de Nancy, Bill Maher como Bob, Ed Begley, Jr. como el director Alexander, Blake Clark como Vic, Red Buttons como Jake el amante de Bev, Sally Kirkland como la madre de Mark y David, Barbara, Tim Curry como Roger el amante de Nancy, Phil Leeds como Jeffrey, Joseph Gordon-Levitt como George el molesto amigo de DJ, Joan Collins como Ronnie el primo de Roseanne y Jackie, Matt Roth como Fisher el novio de Jackie, Steve Jones como un amenazador cliente de la cafetería, y en un cameo muy breve, Chris Farley como un cliente probándose una chaqueta de cuero muy pequeña.

### Temporada 6
Presionada por Roseanne para que deje el Lanford Lunch Box, Bev vende su parte de la cafetería a Leon, su antiguo jefe en el restaurante, y así vuelven a trabajar juntos. David pide a Darlene que se casen, pero ella lo rechaza. Dan y Roseanne encuentran una antigua reserva de marihuana y se la fuman el baño. El pasado de Roseanne como víctima de maltrato infantil surge cuando reacciona violentamente con DJ al descubrir que este le había robado el coche y lo había estrellado. Su reacción le preocupa, y le hace temer que su pasado le haga continuar el círculo de maltrato. Becky (ahora interpretada por Sarah Chalke) y Mark regresan a la casa de sus padres. Mark empieza a ir a una escuela de oficios pero lo deja. Jackie se queda embarazada tras un encuentro de una noche, y posteriormente empieza una relación con el padre del bebé, Fred (Michael O'Keefe). Roseanne y Dan descubren que David se ha mudado en secreto con Darlene a su residencia de la escuela, y que tienen altibajos y reconciliaciones. Roseanne visita un bar de lesbianas con Nancy, donde por sorpresa recibe un beso de la novia de Nancy. Jackie da a luz a un niño, Andy. Dan hace frente a la historia de enfermedad mental de su madre. La temporada termina con la boda de Fred y Jackie.
Entre las apariciones estelares de la temporada se cuentan: Michael O'Keefe como Fred, el padre del hijo de Jackie; Sandra Bernhard como Nancy, la compañera de trabajo de Roseanne y Jackie; Mariel Hemingway como Sharon, la novia de Nancy; Vicki Lawrence como Phyllis, nemesis de Roseanne y novia de Dan en la escuela; Florence Henderson como Flo, mujer con la que contacta Roseanne en la reunión del club de mujeres empresarias; Genie Francis y Anthony Geary como sus personajes Luke Spencer y Laura Spencer de Hospital General; Ahmet Zappa como Roy, como el atractivo compañero de piso de Mark; y Fabio as como él mismo.

### Temporada 7
Los títulos de crédito de la temporada 7 vuelven a cambiar, y en adelante la protagonista aparecerá solo como «Roseanne», en lugar de Roseanne Arnold como hasta ahora. El 21 de septiembre de 1994, en el preestreno de la temporada 7, se celebra el divorcio de Roseanne y la eliminación de su apellido, mediante la eliminación de los apellidos de todos los miembros del elenco y el equipo técnico en los títulos de crédito de apertura y final, solo en este episodio inicial.
La temporada siete empieza con el embarazo de Roseanne, se dará pie a que se traten temas como el aborto, el alcoholismo, el consumo de drogas, la disfunción sexual y los prejuicios racistas. Darlene y David rompen tras mantener un breve periodo de relación abierta, lo que provoca a Roseanne y Dan tener que lidiar con incomodidad de tener que vivir una temporada con el exnovio de su hija. David y Darlene salen con otras personas, pero finalmente se reconcilian. Debido a la tensión en el hogar paterno, Mark y Becky se mudan a una caravana. DJ desempeña un papel más importante durante esta temporada, en especial en un episodio en el que se niega a besar a una chica negra durante un juego en su colegio.
Entre las apariciones estelares de la temporada se cuentan: Sharon Stone como un residente del campo de caravanas, Ellen DeGeneres como el psicólogo de Jackie y Fred, Danny Masterson como un novio de Darlene, y Traci Lords como la friega platos del Lanford Lunch Box, Stacy. En el episodio final de la temporada se hace un homenaje a Sherwood Schwartz.

### Temporada 8
La temporada 8 está marcada por llegada del hijo de Roseanne, Jerry Garcia Conner. Aunque en la temporada anterior se anunció que iba a ser una niña, Roseanne explica en una aparición tras los créditos, que al haber quedado ella embarazada en la realidad quiso que el bebé de los Conners fuera del mismo género que el suyo. La temporada empieza cuando Dan decide dejar la seguridad de su trabajo en la ciudad para trabajar en la construcción de una nueva prisión que se está construyendo en las afueras de Lanford. Con el dinero que recibe al terminar su anterior empleo decide llevar a su familia a las vacaciones que nunca habían tenido antes, y se van todos juntos a Walt Disney World, incluidos Mark, David y la madre de Roseanne. También es un tema destacado de la temporada la actuación del día de Acción de gracias de DJ.
Posteriormente se revela que en una de las noches en las que están en Disney World Darlene se queda embarazada. Darlene y David deciden rápidamente que quiere tener el bebé, y van a casarse. El clímax de la temporada se produce con la apresurada boda de Darlene. Tras la ceremonia y abrumado por los cambios Dan sufre un ataque al corazón. En el siguiente episodio se muestra que sobrevive gracias a que DJ le salva la vida. La temporada termina con una amarga pelea entre Dan y Roseanne a causa del rechazo de Dan a seguir la dieta y el plan de ejercicios, desatándose muchos de sus choques de personalidad de toda la serie. Terminan destrozando la sala de estar en el proceso. Los títulos de crédito aparecen cuando Roseanne deja a Dan. 
Entre las actuaciones estelares destacables de la temporada se incluyen: Fred Willard como Scott el marido de Leon, Ed McMahon como él mismo, John Popper (con Blues Traveler) como un viejo amigo de Dan, Pat Harrington Jr. como él mismo, Jenna Elfman como el autoestopista Garland, Shecky Greene como Bar Mitzvah el tío Saul, Norm Crosby como el reverendo Crosley, June Lockhart como la madre de Leon, los miembros del grupo de teatro Stomp como clientes del Lanford Lunch Box, Eric Dane como un botones de Disney World, y Tony Curtis como Hal un instructor de bailes de salón.

### Temporada 9
En la temporada nueve se producen muchos cambios. En las anteriores temporadas el tema musical estaba interpretado por un saxofón acompañado de tambores y otros instrumentos. Para esta temporada final se hace un nuevo arreglo musical interpretado por Blues Traveler con una armónica distorsionada en lugar del saxofón. Además se le añade letra cantada por el líder de la banda, John Popper. Los episodios de esta temporada muestran un estilo mucho más surrealista. Además se abandonan los temas de la vida cotidiana para centrarse en llevar a los personajes a un ciclo emocional completo.
Los Conners ganan el premio principal de la lotería estatal, 108 millones de dólares. Dan reflexiona sobre el sentido de la vida, Jackie conoce a su príncipe azul, DJ encuentra el amor, y Darlene tras muchos problemas da a luz. John Goodman está ausente la mayor parte de la temporada, porque está ocupado rodando El gran Lebowski. En el último episodio, Goodman se parece a su personaje en la película, Walter Sobchak.
El episodio final, Roseanne revela que toda la serie en realidad era una historia escrita por Roseanne Conner sobre su vida. Para salir adelante, Roseanne le había dado la vuelta a alguno de los principales elementos de su vida en la historia, y que la audiencia no descubre hasta los momentos de la temporada. En realidad el ataque al corazón de Dan de la temporada 8 había sido fatal, y la familia Conner no había ganado la lotería. Entonces se revela que la trama de que Dan había traicionado a Roseanne teniendo una aventura era falsa; y nos damos cuenta que la traición de Dan no había sido un amorío, sino haberse muerto. La dura Roseanne, que siempre había podido reírse de todo lo malo de su vida, no había podido con la muerte de Dan. Además se revela que Jackie es lesbiana y Beverly es heterosexual. Scott es en realidad un abogado testamentario con el que Roseanne hace amistad, y al que lía con Leon — que se queja de la forma que ella lo describe en la historia. Becky sale con David y Darlene está con Mark.
Entre las apariciones estelares de la temporada destacan: Edward Asner como Lou Grant, Heather Matarazzo como novia de D.J., Dann Florek como Doctor Rudmen, Jim Varney como el príncipe Carlos el novio de Jackie, Tammy Faye Bakker como el consultor de maquillaje de Roseanne, Dina Merrill como Doris, Phil Leeds como Walter y como La Abuela Lily,Joanna Lumley como los personajes de Absolutamente fabulosas Patsy Stone y Jennifer Saunders, Arianna Huffington como Estree, Marlo Thomas como Tina, James Brolin como Edgar Wellman, Jr. el socio de negocios de Roseanne, y Ann Wedgeworth y Debbie Reynolds como Audrey la madre de Dan, además Hugh Hefner, Milton Berle, Robin Leach, Todd Oldham, Moon Unit and Ahmet Zappa, Tony Robbins, Kathleen Sullivan, Steven Seagal y Jerry Springer como ellos mismos.

## Retorno
Durante la temporada final de la serie Roseanne Barr negociaba con Carsey-Werner Productions y los ejecutivos de ABC para seguir interpretando a Roseanne Conner en una secuela. Pero la ABC abandonó las negociaciones con Carsey-Werner y Barr al fracasar los contactos con la CBS y Fox. Entonces Barr y Carsey-Werner acordaron no continuar con las negociaciones.
En el otoño de 2008, Barr comentó qué les podría estar pasando a los Conners en ese momento. «Siempre he dicho que si siguieran en la TV, DJ habría muerto en Irak y que [los Conners] habrían perdido su casa». Cuando se le preguntó por más detalles sobre cómo estarían el resto de los Conners (Dan, Jackie, Becky, Darlene, David, and Mark), Barr respondió: «Tu pregunta es propiedad intelectual que quizás sea desarrollada en el futuro, por lo que no quiero entrar en ella». Y añadió: «Sin avances, absolutamente no».
El 20 de diciembre de 2009, Barr publicó un comentario en su página web sobre que posiblemente se celebrara una reunión, que incluiría: a DJ muriendo en Irak; David dejando a Darlene por otra mujer con la mitad de su edad, Darlene saliendo del armario y conociendo a una mujer con la que tendría un bebé in vitro, Becky trabajando en Walmart, Roseanne y Jackie abriendo su primer dispensario de marihuana medicinal en Lanford, Arnie convirtiéndose en el mejor amigo del Gobernador de Illinois y volviéndose a casar con Nancy, Bev vendiendo un cuadro por 10.000$, Jerry y sus nietos formando un grupo de música similar a los Jonas Brothers, Dan reapareciendo vivo tras fingir su muerte, y Bonnie siendo arrestada por crack.

### Temporada 10
El 28 de abril de 2017, las publicaciones sobre televisión informaron del retorno de la serie, con una temporada de ocho episodios, que se emitiría en varias cadenas entre las que se incluían ABC y Netflix. Se anunciaba que Barr, Goodman y Gilbert retomarían sus papeles, mientras que se consideraba probable que Metcalf regresara.
Barr, Tom Werner, Bruce Helford producirían la serie serie, junto a Gilbert, que sería el productor ejecutivo mientras Helford y Whitney Cummings supervisarían el día a día de la serie. El guionista original Norm Macdonald declaró que había escrito ocho episodios.
En mayo de 2017 se anunció que la serie tenía luz verde para emitirse a mediados de la temporada televisiva de la ABC de 2018. Se anunció que Metcalf, Fishman, Goranson y Chalke también regresarían. Chalke, que interpretó el papel de Becky en la última temporada, aparecería como Andrea, una mujer que alquilaría el vientre de Becky. Glenn Quinn, que interpretaba al marido de Becky, Mark, murió en diciembre de 2002 de una sobredosis de heroína a la edad de 32. El 1 de diciembre de 2017 se anunció que Johnny Galecki retomaría su papel de David Healy en un episodio.
La producción, que finalmente constaría de nueve episodios nuevos, empezó en otoño de 2017 y terminó a mediados de diciembre. En su regreso permanecía al reparto original de las anteriores nueve temporadas. Además presentaba algunos personajes nuevos como los hijos de David y Darlene y la hija de D.J. Sarah Chalke también aparece como un nuevo personaje, Andrea. Se replicó el plató de la casa de los Conner en el mismo estudio donde se rodaba la serie originalmente. La temporada diez se programó como una sustitución de mediados de temporada que se estrenaría el 27 de marzo de 2018.
El 21 de septiembre de 2017 se reveló que Emma Kenney interpretaría a Harris Conner Healy, la hija mayor de Darlene que nació en la temporada 9. El 7 de diciembre de 2017 que Estelle Parsons y Sandra Bernhard regresarían a la serie. Parsons aparecería en dos episodios mientras que Bernhard lo haría en uno.
El 25 de febrero de 2018 se reveló en la cuenta oficial de Twitter que el tráiler del estreno del regreso se presentaría durante la 90.ª edición de los Óscar el 4 de marzo de 2018.
El estreno de la décima temporada de Roseanne se emitió el 27 de marzo de 2018, con dos episodios consecutivos en la ABC. El reestreno comienza veinte años después del anterior episodio, reconfigurando la temporada novena y su episodio final, haciendo que todo fuera un sueño de Roseanne contado por ella misma, justificando así en especial que Dan siga vivo.
Darlene, ahora separada y sin empleo, se muda a la casa paterna con sus dos hijos Harris (cuya existencia es el único elemento superviviente de la temporada 9, aunque el personaje sea varios años más joven) y Mark (que viste con faldas y demás prendas tradicionalmente femeninas lo que resulta conflictivo). Roseanne y Dan han perdido peso pero ahora están bajo medicación. DJ ha servido una temporada en el ejército y tiene una hija llamada Mary (y la mujer de DJ todavía está sirviendo en el extranjero) y Jerry está lejos en un barco pesquero en Alaska.
Cuando comienza el primer episodio, Roseanne y Jackie no se habían hablado desde las elecciones presidenciales de 2016 (Roseanne votó a Donald Trump mientras que Jackie votó a Jill Stein, aunque no tiene ni idea de quien es Stein, y la describe como "alguna doctora"), pero ambas se reconcilian por a intervención de Darlene. Mientras Becky, desesperada por dinero, y que ha estado luchando para llegar a fin de mes desde la muerte de su esposo Mark, acepta hacer de madre subrogada de una mujer llamada Andrea (Sarah Chalke), con la oposición de Roseanne y Dan ya que se usarán los óvulos de la propia Becky en la fecundación.

#### Crítica del regreso
En la página Rotten Tomatoes la temporada 10 mantiene una tasa de aprobación del 78% basadas en 60 críticas, con una tasa media de 6,59/10. En la opinión general de la serie se dice: «En la vuelta de Roseanne se encuentra el formato clásico, el elenco original, su oportuno humor intacto, incluso si el último lote de episodios sufra de interpretaciones desiguales esporádicamente.» Metacritic, que usa una media ponderada, asignó a la temporada una calificación de 69 sobre 100 basándose en 31 críticas, lo que indica una crítica generalmente favorable. El actor Tom Arnold criticó la reaparición positivamente, elogiando especialmente la actuación de Metcalf.

### Temporada 11
Tras el éxito de la noche de estreno, el 30 de marzo de 2018 la serie fue renovada para una undécima temporada con trece episodios. Sin embargo, el 29 de mayo de ese mismo año, ABC anunciaba de que la serie sería cancelada después de que Roseanne Barr publicara vía Twitter una broma que la cadena considera "abominable, repugnante e incompatible con nuestros valores" en la que se refería a Valerie Jarrett, antigua asesora presidencial del expresidente Barack Obama, como "Si los Hermanos Musulmanes y El planeta de los simios tuvieran un hijo".
Finalmente, el 22 de junio de 2018, la cadena ABC dio luz verde a The Conners, un spin-off de la serie que permitirá continuar la vida de los demás personajes y mantendrá intacto el reparto original a excepción de la protagonista, que no estará involucrada en ningún aspecto.

## Episodios
| Temporadas | Temporadas | Episodios | Emisión en Estados Unidos | Emisión en Estados Unidos |
| Temporadas | Temporadas | Episodios | Estreno                   | Final                     |
| ---------- | ---------- | --------- | ------------------------- | ------------------------- |
|            | 1          | 23        | 18 de octubre de 1988     | 2 de mayo de 1989         |
|            | 2          | 24        | 12 de septiembre de 1989  | 8 de mayo de 1990         |
|            | 3          | 25        | 18 de septiembre de 1990  | 14 de mayo de 1991        |
|            | 4          | 25        | 17 de septiembre de 1991  | 12 de mayo de 1992        |
|            | 5          | 25        | 15 de septiembre de 1992  | 11 de mayo de 1993        |
|            | 6          | 25        | 19 de septiembre de 1993  | 24 de mayo de 1994        |
|            | 7          | 25        | 21 de septiembre de 1994  | 24 de mayo de 1995        |
|            | 8          | 25        | 19 de septiembre de 1995  | 21 de mayo de 1996        |
|            | 9          | 24        | 17 de septiembre de 1996  | 20 de mayo de 1997        |
|            | 10         | 9         | 27 de marzo de 2018       | 22 de mayo de 2018        |

## Premios y nominaciones
Su primer premio fue el People's Choice Award a la mejor nueva comedia de televisión en 1989. Roseanne Barr ganó cinco premios People's Choice Awards en años sucesivos, a la actriz favorita en un nuevo programa de TV (1989), y actriz favorita de TV en (1990, 1994 y 1995) y mujer favorita en cualquier programa de entretenimiento (1990).
La serie ganó un premio Peabody en 1992. Y ese año Roseanne Barr y John Goodman ganaron el Globo de oro, a la mejor actriz y el mejor actor. Y además la serie ganó el Globo de oro a la mejor serie de televisión. En 1993 Roseanne Barr y Laurie Metcalf ganaron un Premio Emmy por su interpretación en la serie, como mejor actriz de comedia protagonista y secundaria respectivamente. Metcalf lo volvería a ganar en 1992 y 1994.